# Bulgaria la Jocurile Olimpice de vară din 2016
Bulgaria a participat la Jocurile Olimpice de vară din 2016 de la Rio de Janeiro în perioada 5 – 21 august 2016, cu o delegație de 51 de sportivi, care a concurat în 14 sporturi. Cu trei medalii (una de argint și două de bronz), Bulgaria s-a aflat pe locul 65 în clasamentul final.

## Participanți
Delegația bulgară a cuprins 67 de sportivi: 48 de bărbați și 19 de femei. Cel mai tânăr atlet din delegația a fost canoistul Angel Kodinov (19 de ani), cel mai vechi a fost luptătorul Dimitar Kumcev (36 de ani).
| Sport            | Masculin | Feminin | Total |
| ---------------- | -------- | ------- | ----- |
| Atletism         | 5        | 6       | 11    |
| Badminton        | 0        | 3       | 3     |
| Box              | 2        | 1       | 3     |
| Caiac canoe      | 2        | 0       | 2     |
| Canotaj          | 2        | 0       | 2     |
| Ciclism          | 1        | 0       | 1     |
| Gimnastică       | 0        | 6       | 6     |
| Judo             | 2        | 0       | 2     |
| Lupte            | 8        | 3       | 11    |
| Natație          | 2        | 1       | 3     |
| Pentatlon modern | 1        | 0       | 1     |
| Scrimă           | 1        | 0       | 1     |
| Tenis            | 1        | 1       | 2     |
| Tir              | 2        | 1       | 3     |
| Total            | 29       | 22      | 51    |

## Medaliați
| Medalie | Nume                                                                                                   | Sport              | Probă                        | Dată      |
| ------- | --- | ------------------ | ---------------------------- | --------- |
| Argint  | Mirela Demireva                                                                                        | Atletism           | Săritura în înălțime feminin | 20 august |
| Bronz   | Elița Iankova                                                                                          | Lupte              | 48 kg feminin                | 17 august |
| Bronz   | Reneta Kamberova Liubomira Kazanova Mihaela Maevska-Velicikova Tsvetelina Naidenova Hristiana Todorova | Gimnastică ritmică | Echipe compus feminin        | 21 august |

## Scrimă
Pancio Paskov s-a calificat după ce s-a clasat printre primii patru la turneul preolimpic de la Praga.
| Sportiv       | Probă            | Primul tur              | Șaisprezecimi      | Sfert de finală | Semifinală    | Finala mică/Finala mare | Finala mică/Finala mare |
| Sportiv       | Probă            | Adversar Scor           | Adversar Scor      | Adversar Scor   | Adversar Scor | Adversar Scor           | Loc                     |
| ------------- | ---------------- | ----------------------- | ------------------ | --------------- | ------------- | ----------------------- | ----------------------- |
| Pancio Paskov | Sabie individual | Iakimenko (RUS) C 15–14 | Szabo (GER) P 6–15 | Nu a avansat    | Nu a avansat  | Nu a avansat            | Nu a avansat            |